# Пенцково (Шамотульський повіт)
Пенцково (пол. Pęckowo) — село в Польщі, у гміні Обжицько Шамотульського повіту Великопольського воєводства.
У 1975-1998 роках село належало до Познанського воєводства.